# Каменка (Бижбулякский район)
Каменка (баш. Каменка) — село в Бижбулякском районе Республики Башкортостан России. Центр Каменского сельсовета.
Согласно переписи 2020 года население составляло 436 человек.

## География

### Географическое положение
Расстояние до:
- районного центра (Бижбуляк): 28 км,
- ближайшей ж/д станции (Приютово): 40 км.

## Население
| 2002 | 2009 | 2010 |
| ---- | ---- | ---- |
| 587  | ↘557 | ↘512 |

Согласно переписи 2002 года, преобладающая национальность — мордва-эрзяне (40 %).

## Религия
В селе есть православная церковь Дмитрия Солунского.